# ATI Technologies

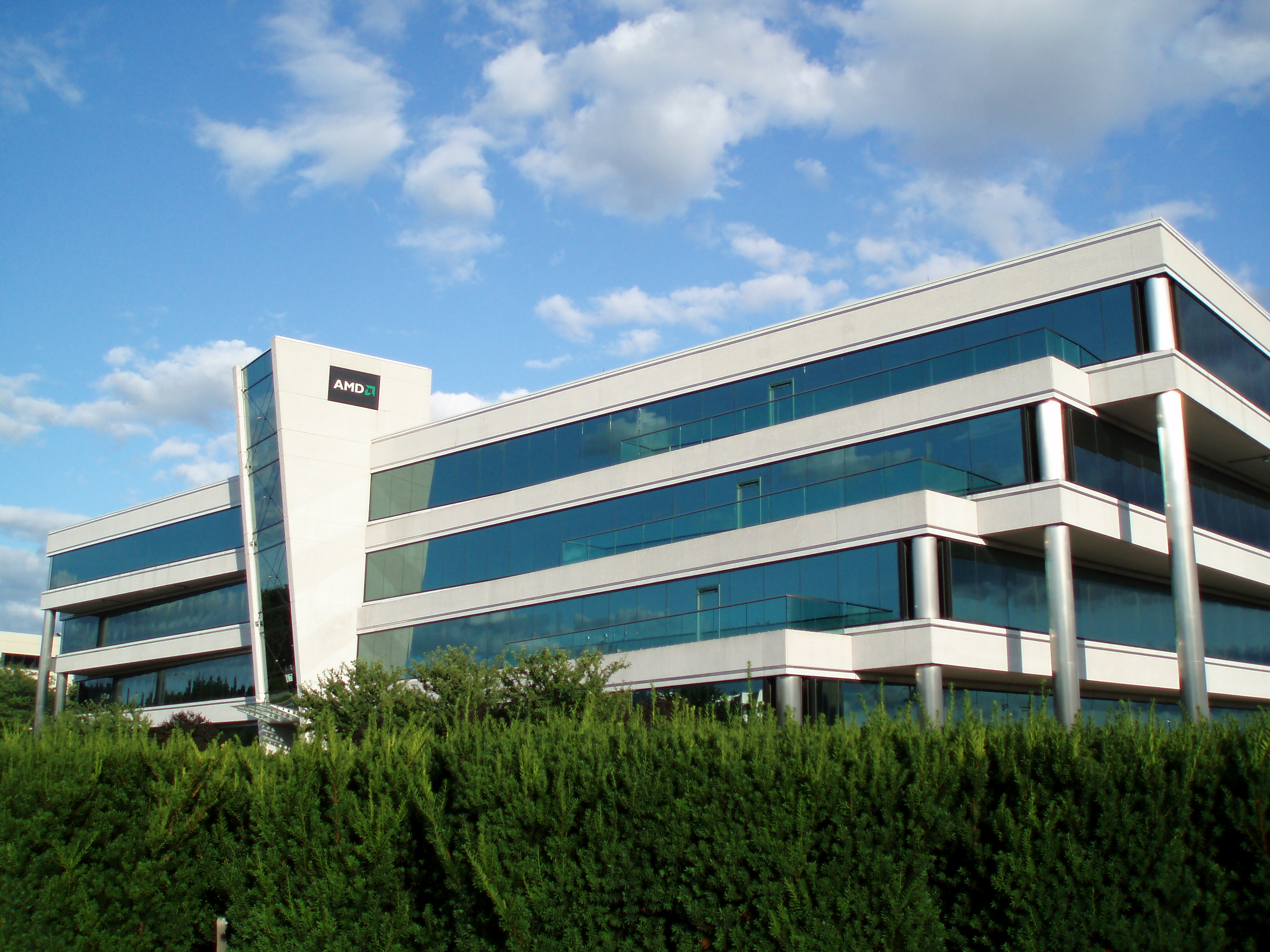
AMD Canada-Zentrale in Markham, Ontario am ehemaligen Hauptsitz von ATI (2009)

ATI Technologies Inc. (kurz ATI) mit Hauptsitz in Markham war zeitweise einer der wichtigsten Hersteller von Grafikkarten und -chips für Computer. Das Unternehmen wurde 1985 von Kwok Yuen Ho (CEO bis 2004), Benny Lau und Lee Lau, alle drei Auswanderer aus Hongkong, mit einem Startkapital von 300.000 USD gegründet.
Es ist nicht mit dem US-amerikanischen Montanunternehmen Allegheny Technologies zu verwechseln, dessen börsenrechtliche Abkürzung ebenso ATI lautet.
Am 24. Juli 2006 wurde offiziell die Übernahme durch den US-amerikanischen Prozessorhersteller Advanced Micro Devices, Inc. (AMD) angekündigt.
Diese Übernahme wurde am 25. Oktober 2006 komplett abgeschlossen, so dass die Existenz der Firma „ATI Technologies Inc.“ damit endete. Der Markenname ATI blieb noch einige Jahre für diverse Grafikprodukte bestehen. ATI war ursprünglich eine Abkürzung für „Array Technology Inc.“, wurde aber noch im Gründungsjahr zu „Array Technologies Inc.“ und kurz darauf in „ATI Technologies Inc.“ abgeändert.
Zum 30. August 2010 gab AMD bekannt, zukünftige Produkte nicht mehr unter der Markenbezeichnung ATI vertreiben zu wollen, sondern nur noch unter dem eigenen Kürzel AMD.

## Geschichte

Logo von 1985 bis 2003

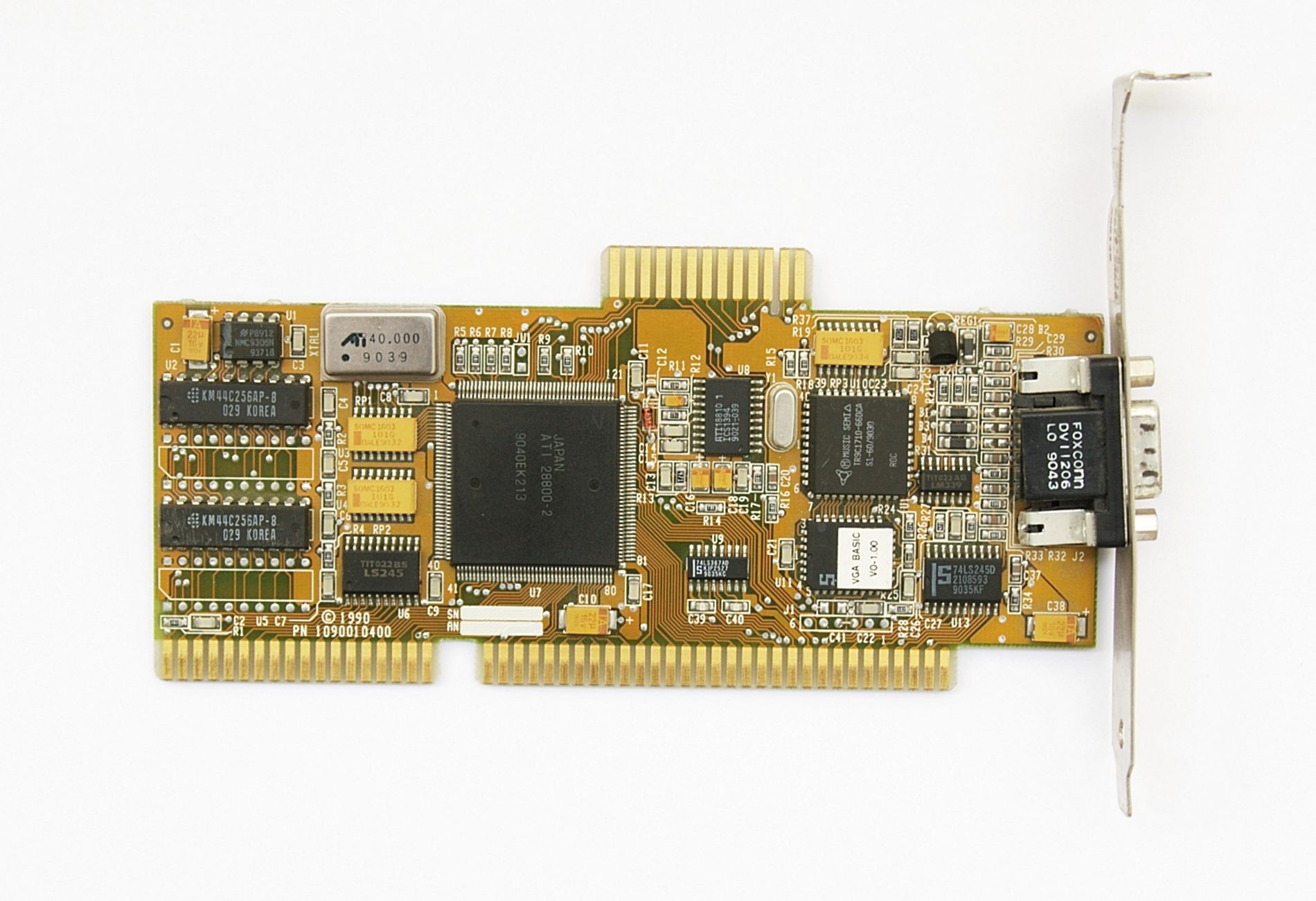
ATI Wonder+ mit 256 kB RAM

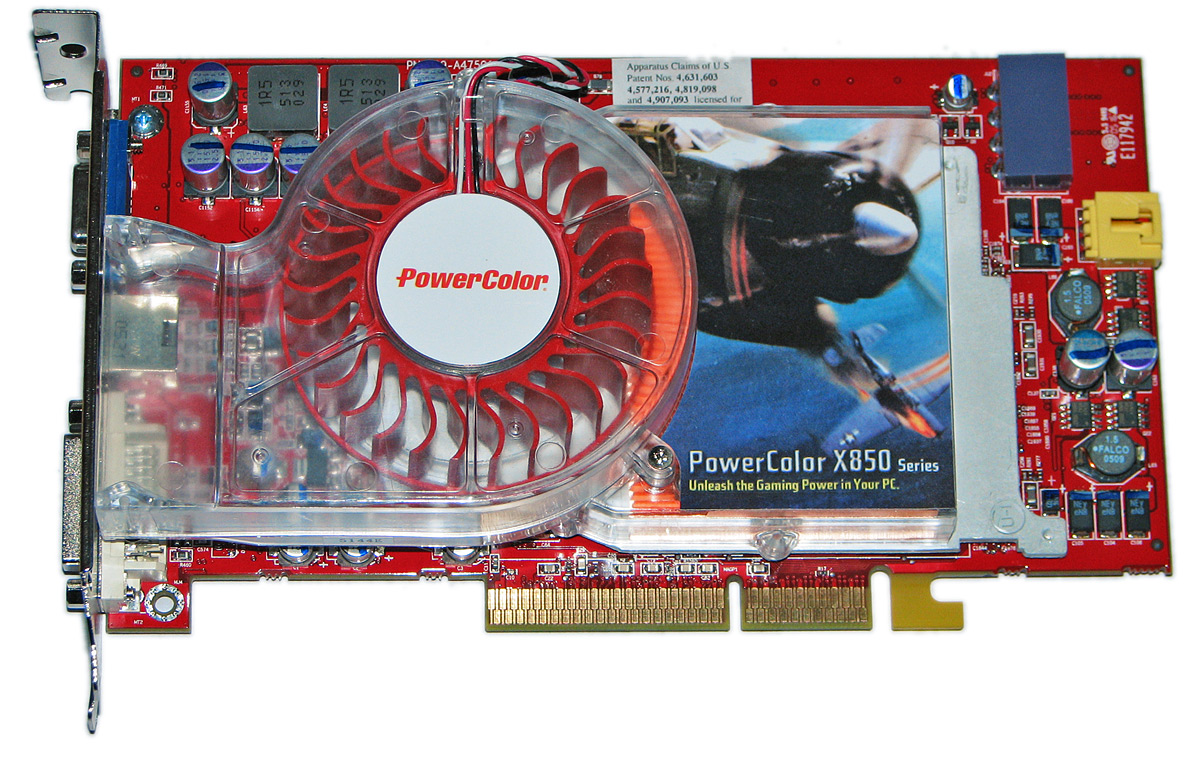
ATI X850XT PE von PowerColor

ATIs Produktion umfasste anfangs nur anwendungsspezifische integrierte Schaltungen (ASICs), bis es dem Firmenchef K. Y. Ho noch im Gründungsjahr gelang, einen Vertrag mit Commodore über 7000 Grafikchips pro Woche abzuschließen. Kurz zuvor schien bereits vier Monate nach der Firmengründung das frühe Aus für ATI nahe, die asiatische Bank Overseas Union Bank rettete jedoch den kanadischen Hersteller mit einem Kredit von 300.000 USD, später vergab die Bank sogar einen Kredit von 1,5 Mio. USD.
Ab 1987 produzierten die Kanadier die ersten EGA- und VGA-Grafikkarten für den ISA-Slot, die bis zu 16 bzw. 256 Farben unterstützten und IBM-kompatibel waren. Das waren die Karten EGA-Wonder und VGA-Wonder. Letztere war eine 16-Bit-ISA-Karte, die in einem 8-Bit-ISA-Slot lauffähig war. Des Weiteren hatte die VGA-Wonder einen Analog- und einen Digital-Monitoranschluss, so dass alle im PC-Bereich verfügbaren Monitore an diese Karte angeschlossen werden konnten. Die VGA-Wonder war mit 256 kB oder 512 kB Bildschirmspeicher ausgerüstet und konnte Auflösungen von 1024 × 768 Pixel in bis zu 256 Farben darstellen. Die Karte konnte folgende Grafikstandards darstellen (kompatibler Monitor vorausgesetzt): MDA, Hercules, CGA, EGA (incl. SuperEGA), MCGA und VGA (inkl. div. SuperVGA-Modi). Die VGA-Wonder war in Kombination mit einem Multisync-Monitor die ideale Konfiguration zum Erstellen von Programmen, die auf verschiedenen Grafikkarten unterschiedlicher Standards ausgeführt werden sollten, da alle vom Programm vorgesehenen Darstellungsformen getestet werden konnten. Vorher mussten entweder mehrere Rechner mit unterschiedlichen Grafikkarten zur Verfügung stehen, oder die Grafikkarte im Rechner musste oft gewechselt werden, möglicherweise waren auch andere Monitore anzuschließen.
1991 und 1992 folgten mit dem Mach 8 (Co-Prozessor) und dem Mach 32 (integrierter Prozessor) die ersten 2D-Beschleuniger. 1994 kam der 64-Bit-Prozessor Mach64, der über die ersten Funktionen der Farbkonvertierung verfügte und für damalige Verhältnisse recht leistungsstark war.
Danach setzte sich der Erfolgszug bei den großen OEMs mit der Rage-Serie fort. Die gute Stellung auf dem Retail-Markt verdankt ATI unter anderem einigen Zukäufen. So übernahm ATI 1998 für 3 Mio. USD Tseng Labs inklusive aller 40 Mitarbeiter und Anfang 2000 für 400 Mio. USD die Chipdesignfirma ArtX und ihre 70 Mitarbeiter.
In der Mitte desselben Jahres erschien auch der erste Radeon-Chipsatz unter dem Codenamen RageC6. Es folgten Radeon 7500 (2001), Radeon 8500 (2001), Ende 2002 die Radeon 9xxx-Serie, die ATI den Durchbruch bei den Spielern brachte. Diesen Erfolgszug setzte ATI mit der Xxxx-Serie (z. B. X800Pro) Anfang 2004 fort, die ab Oktober 2005 durch die X1xxx-Reihe (auch X1k genannt) ersetzt wurde.
2004 löste der von ArtX zu ATI gekommene Dave Orton K. Y. Ho als CEO ab, dieser wechselte als Chairman in das Board of Directors. Ende 2005 kündigte K. Y. Ho auch seinen Rückzug vom Posten des Chairman of the Board an – die Gründergeneration hatte sich damit vollständig zurückgezogen. Am 2. Mai 2006 übernahm ATI das finnische Unternehmen Bitboys Oy mit dem Ziel, ein europäisches Designzentrum für Mobilchips zu schaffen. Am 24. Juli 2006 wurde ATI selbst Ziel einer Übernahme durch den US-amerikanischen Prozessorhersteller Advanced Micro Devices (AMD). AMD übernahm ATI am 25. Oktober 2006 für insgesamt 5,4 Milliarden US-Dollar vollständig.

## Produkte

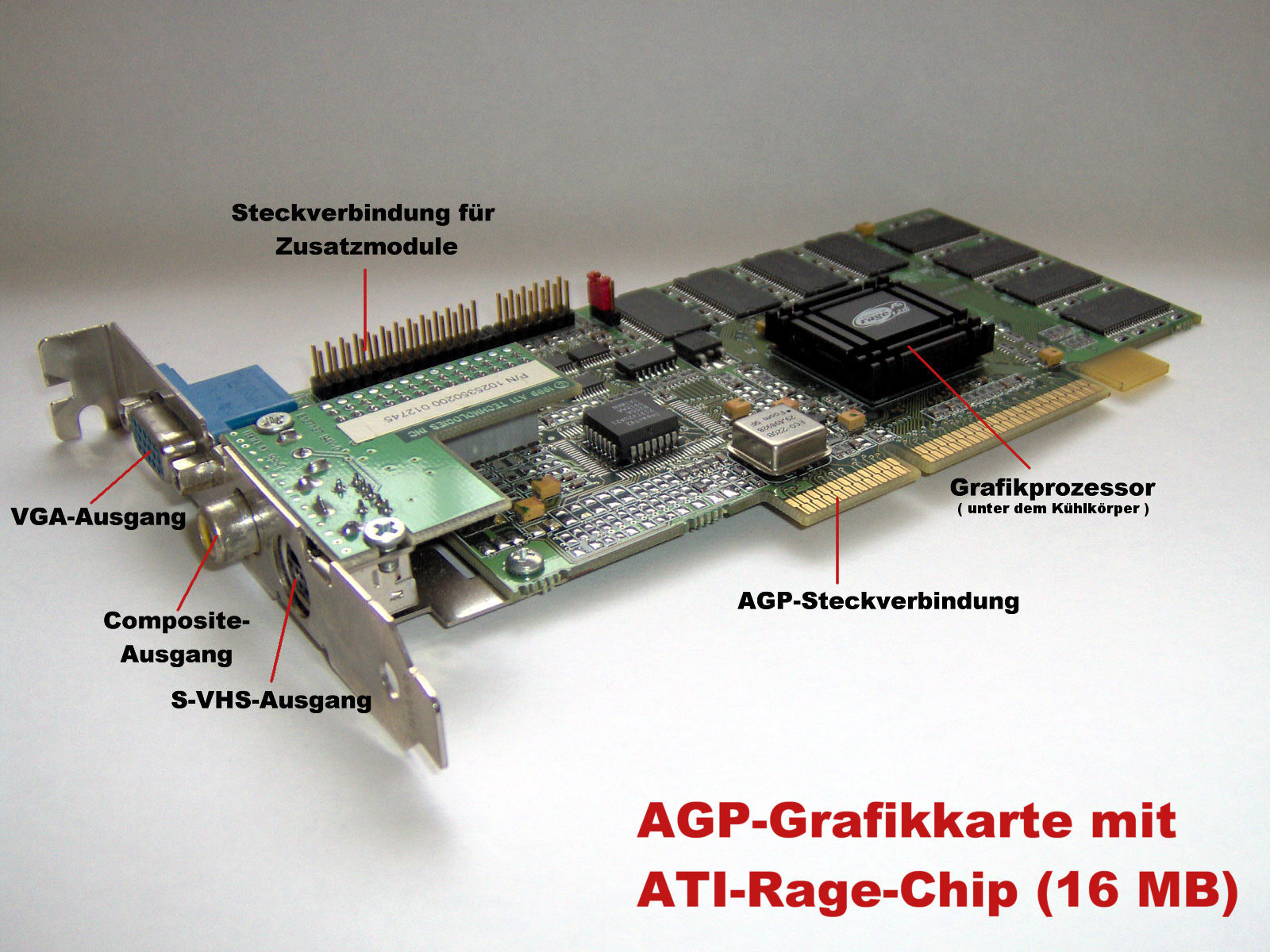
Eine ältere AGP-Grafikkarte mit einem ATI-Rage-Grafikprozessor (16 MB) von 1998

Das Hauptgeschäftsfeld war die Entwicklung und Herstellung von Grafikprozessoren. Diese wurden sowohl für verschiedene PC-Architekturen, wie für Fernsehgeräte, Mobiltelefone, Konsolen und andere Mikroelektronikgeräte hergestellt. ATI war außerdem im Multimediageschäft tätig. So bot das Unternehmen seinen „Theater-Chip“, der Unterstützung für Video-In und Video-Out bietet, auf separat erhältlichen TV-Karten an. Weiterhin stellte ATI Hauptplatinen-Chipsätze (mit und ohne integrierter Grafikeinheit) für die Prozessoren von AMD und Intel her.

### Crossfire
Als Reaktion auf Nvidias SLI-Technik führte ATI eine Crossfire genannte Technik ein, die es erlaubt, zwei PCI-Express-Grafikkarten auf bestimmten Hauptplatinen parallel betreiben zu können. Crossfire basiert dabei auf dem deutlich älteren Multi-Rendering-Verfahren. Die meisten Intel- und AMD-Mainboards bieten Crossfire als Erweiterungsalternative an, indem eine gleichartige ATI-Grafikkarte hinzugefügt wird, wenn mindestens zwei PCI-Express-Steckplätze vorhanden sind. Hingegen können Nvidia-Grafikkarten nur auf Mainboards mit einem SLI unterstützenden nForce-Chipsatz parallel betrieben werden.
Eine erweiterte Version des Crossfire-Modus wurde mit dem inzwischen wieder fallengelassenen Begriff CrossfireX eingeführt. Die wichtigste Neuerung stellte die Möglichkeit dar, vier Grafikkarten parallel zu betreiben. Dafür werden Mainboards mit entsprechender Anzahl an PCI-Express-Steckplätzen sowie ein unterstützender Chipsatz benötigt. Ein System mit einem Grafikkarten-Verbund bestehend aus zwei oder vier Karten im Zusammenspiel mit AMD-CPU und -Mainboard wurde von der AMD-Marketing-Abteilung als Spider-Plattform bezeichnet. Mit der Einführung des Phenom II und der Radeon HD4000-Serie wurde die Spider-Plattform durch die Dragon-Plattform ersetzt. Der Name CrossFireX wurde später wieder zugunsten von CrossFire (ohne X) aufgegeben.

### Treiberunterstützung
ATI liefert proprietäre Treiber für Microsoft Windows 7, Microsoft Windows Vista, Windows XP, Mac OS X und GNU/Linux. Für Microsoft-Betriebssysteme gibt es ein Catalyst Software Suite genanntes Paket (Displaytreiber, Catalyst Control Center und WDM-Treiber) sowie eine reine Displaytreiber-Variante. Die Updates erscheinen etwa einmal pro Monat.
Die Unterstützung für den Linux-Treiber fglrx verlief am Anfang sehr schleppend und lieferte langsame und instabile Treiber. Die Unterstützung neuer Chipsätze dauerte bisweilen bis zu einem Jahr. Seit Anfang 2006 wurden neue fglrx-Versionen deutlich regelmäßiger veröffentlicht, seit 2007 gibt es etwa ein Update pro Monat. Die Veröffentlichung erfolgt meist zeitgleich mit der Veröffentlichung der Windows-Treiber.
Die zu Anfang sehr kurze Liste der unterstützten Distributionen (Red Hat, SuSE) wurde mittlerweile offiziell um alle größeren Distributionen ergänzt (Debian, Fedora, Mandriva Linux, Red Flag Linux, Red Hat Linux, Slackware, openSUSE und Ubuntu).
Im August 2006 wurde bekanntgegeben, dass in der Version 8.28.8 zum letzten Mal die Unterstützung für die älteren GPUs Radeon 8500, 9000, 9100, 9200 und 9250 sowie deren Mobility- und IGP-Varianten enthalten sein werde.
Nach der Übernahme von ATI durch AMD im August 2006 kam ATI den Forderungen nach Offenlegung ihrer Treiberspezifikationen nach. Ungefähr ein Jahr später wurden im September 2007 die ersten Dokumente sowie ein rudimentärer 2D-Treiber als Basis an Mitglieder der Xorg Foundation ausgeliefert. Zeitgleich begann AMD auch damit, die Entwicklung des proprietären fglrx-Treibers voranzutreiben. Innerhalb der nächsten Monate wurde ein Großteil des bisherigen OpenGL-Codes ausgetauscht, was sich in der Version 8.41.7 in einer deutlichen Zunahme der 3D-Beschleunigung äußerte. Im November 2007 kam ATI auch von der bisherigen, fglrx-eigenen Versionsnummerierung ab. Das Treiberpaket wurde in Catalyst umgetauft und wird seitdem mit der gleichen Versionsnummer der aktuellen Windows-Version geführt.
Der verfügbare Open-Source-Treiber Radeon ermöglicht eine weitgehend unproblematische Nutzung von älteren Grafikchips, mit experimenteller Unterstützung der vorherigen X700/X800-Generation.
Im September 2007 veröffentlichte ATI einen Teil der 2D-Spezifikationen für einige ihrer neueren Grafikchips und versprach, sowohl die fehlenden 2D- als auch die kompletten 3D-Spezifikationen zu veröffentlichen, sobald die letzten rechtlichen Fragen geklärt seien.

## Niederlassungen
Niederlassungen von ATI befanden sich auf Barbados, in Frankreich, Deutschland, Großbritannien, Hongkong, Japan, Malaysia, VR China, Taiwan und den USA. Die Firma beschäftigte am Schluss mehr als 5600 Mitarbeiter (Stand 2006) und erwirtschaftete einen Umsatz von circa 2,2 Milliarden US-Dollar (Stand 2005).

## Produktion
ATI entwickelte vor allem neue Graphic Processing Units (GPUs). Die Anfertigung selbiger überließ ATI der taiwanischen Halbleiterproduktionsfirma TSMC (Taiwan Semiconductor Manufacturing Company). Auch die Herstellung der PCB (Printed Circuit Board) überließ der Konzern inzwischen größtenteils weiteren Firmen. Unter anderen waren Sapphire Technology, Powercolor, H.I.S, Club3D und Asus Partner des Konzerns. Bei der ATI-FireGL-Serie findet man ausschließlich als „Built by ATI“ (zu deutsch: „gefertigt von ATI“) titulierte Grafikkarten. Neben den bekannten Desktopchips gab es ein breit gefächertes Angebot an Radeon-Grafikkarten für den Notebooksektor, die unter dem Marketingnamen ATI Mobility Radeon liefen und sich durch die Kombination von hoher Leistung bei geringem Stromverbrauch (von den Spitzenmodellen Mobility Radeon X800 und X1900 Serie einmal abgesehen) auszeichneten.

## Hauptplatinen
Weiterhin setzte sich ATI sowohl auf dem Hauptplatinensektor als auch auf dem Grafikkartensektor sehr für den neuen Interface-Standard PCI-Express ein. So gab es recht frühzeitig einige Modelle, die nur für den neuen Standard erschienen sind.
Allerdings ließen sich diese Chips weiterhin mit dem Brückenchip Rialto abwärtskompatibel gestalten, der PCI-Express-Grafikkarten zu AGP-Karten modifiziert. So haben alle für AGP-Systeme tauglichen Karten ab der Radeon X700 diesen speziellen Chip.

## Grafikchips
ATI hat oder hatte folgende Grafikchip-Serien im Angebot:
- Desktop
  - Radeon
  - Rage
  - Mach

- Notebook
  - Mobility Radeon
  - Mobility M4
  - Rage Mobility
  - Mobility FireGL
  - ATI FirePro M

- Professioneller Bereich
  - FireGL
  - FireMV
  - ATI FirePro

- Embedded- und Mobil-Bereich
  - ATI Imageon

- Multimedia
  - ATI All-In-Wonder: Grafikkarten mit integriertem TV-Tuner-Modul, Radio-Tuner sowie einem Videoeingang (Composite Video oder S-Video).

## Chipsätze
ATI hatte verschiedene Chipsätze für AMD- und Intel-Plattformen im Angebot. Während letztere durch die Übernahme von AMD eingestellt wurden, laufen die AMD-Chipsätze jetzt unter der Namensschema AMD *Typenbezeichnung* weiter.